# Naguilian (La Union)
Naguilian is een gemeente in de Filipijnse provincie La Union in het noordwesten van het eiland Luzon. Bij de laatste census in 2007 had de gemeente ruim 45 duizend inwoners.

## Geografie

### Bestuurlijke indeling
Naguilian is onderverdeeld in de volgende 37 barangays:
| - Aguioas - Al-alinao Norte - Al-alinao Sur - Ambaracao Norte - Ambaracao Sur - Angin - Balecbec - Bancagan - Baraoas Norte - Baraoas Sur - Bariquir - Bato - Bimmotobot | - Cabaritan Norte - Cabaritan Sur - Casilagan - Dal-lipaoen - Daramuangan - Guesset - Gusing Norte - Gusing Sur - Imelda - Lioac Norte - Lioac Sur - Magungunay | - Mamat-ing Norte - Mamat-ing Sur - Nagsidorisan - Natividad - Ortiz - Ribsuan - San Antonio - San Isidro - Sili - Suguidan Norte - Suguidan Sur - Tuddingan |

## Demografie
Naguilian had bij de census van 2007 een inwoneraantal van 45.232 mensen. Dit zijn 1.731 mensen (4,0%) meer dan bij de vorige census van 2000. De gemiddelde jaarlijkse groei komt daarmee uit op 0,54%, hetgeen lager is dan het landelijk jaarlijks gemiddelde over deze periode (2,04%).

## Geboren in Naguilian
- Pedro Subido (4 december 1930), Filipijns atleet en bondscoach (overleden 2013);
- Artemio Rillera (1 mei 1942), rooms-katholieke bisschop (overleden 2011).